# 이귀
이귀(李貴, 1557년 ∼ 1633년)는 조선의 문신이다. 자는 옥여, 호는 묵재, 본관은 연안(延安)이다. 이이·성혼의 제자이며, 임진왜란 때에 삼도 소모관·삼도 선유관으로 소·말·식량·군졸 등을 징발하여 도체찰사 유성룡에게 수송했다. 1603년 선조 때 문과에 급제하여 형조좌랑·안산 군수·배천 군수 등을 지냈다.
1614년(광해군 6년) 8월 27일 위성원종공신 1등(衛聖原從功臣)에 책록되었다.
1616년 이귀는 역모 사건에 연루되어 이천에 유배되었다가 1619년 유배에서 풀려났다. 이런 상황에서 능양군(후의 인조)와 인척 관계에 있었던 신경진과 구굉 등이 이서와 반정을 먼저 계획하였고, 이귀는 이 계획에 뜻을 같이 하게 되었다. 1623년 3월 13일 밤 이귀는 김류, 최명길 등과 함께 광해군을 폐위시키고 능양군(후의 인조)을 추대하는 반정을 일으켰다. 인조반정이 성공한 후 총 53명이 정사공신(靖社功臣)에 책봉되었는데, 이귀는 일등공신으로 이름을 올렸다. 이후 연평군(延平君)에 봉작되고 후에 부원군으로 진봉되었다. 이괄의 난 당시 검찰사로 인조를 호위하였다.
이후 호위대장(扈衛大將)이 되었다가 이조참판 겸 동지의금부사, 사헌부대사헌 등을 역임하였다. 1627년 정묘호란 때 왕을 모시고 강화도로 피란하였으며, 이때 청(淸)과의 화의를 주장하다가 대간의 탄핵을 받았다. 이후 좌찬성 등을 거쳐 연평부원군(延平府院君)에 봉해졌다. 1628년(인조 6) 유효립에 난 진압을 도운 공로로 영사원종공신 1등(寧社原從功臣一等)에 책록되었다. 1629년 병조판서가 되었다가 파직되었으며 복직 후 지경연, 1631년 판의금부사, 이조판서를 지냈다.
1632년(인조 10년) 8월 13일(음력 6월 28일) 오후 미시(未時)경 인목대비가 진료를 받던 중 사망하여, 입진의원의 노국정죄(拏鞫定罪) 청을 올려, 입진한 의원 신득일(申得一), 김경행(金景行), 이영렬(李英劣), 견후민(堅後閔), 이략(李恪), 이희헌(李希憲) 등이 추국당하고, 의녀 가지자근개(加知者斤介), 연동자(蓮同自) 등도 역시 추국당하였다.
저서로 <묵재일기> <이충정공 장소> <이충정공비어방략> 등이 있다.

## 가족 관계
- 증조부 : 이수장(李壽長)
- 할아버지 : 이기(李巙)
  - 아버지 : 이정화(李廷華)
  - 어머니 : 안동권씨, 권용(權鎔)의 딸
    - 부인 : 인동장씨, 장민(張旻)의 딸
      - 아들 : 이시백 (영의정, 연양부원군, 시호 충익, 청백리)
      - 아들 : 이시담 (출계 : 셋째숙부 자<資)>의 양자로 입적) 증 병조판서, 충주목사 등
      - 아들 : 이시방 (증 영의정, 연성부원군, 시호 충정, 호조판서 등)
      - 딸 : 이예순(김자점의 형 김자겸의 부인) 등 4명

## 관련 작품

### 드라마
- 《서궁》(SBS, 1995년~1995년, 배우:이정웅)
- 《왕의 여자》(SBS, 2003년~2004년, 배우:기정수)
- 《화정》(MBC, 2015년~2015년, 배우:장광)

## 관련 문화재
- 연평부원군신도비 - 충청남도 유형문화재 제89호

## 참고 자료
- 宣祖實錄

## 같이 보기
- 이이
- 성혼
- 윤두수
- 윤근수
- 정철
- 조헌